# Tinifoinbi
Tinifoinbi est une localité du Cameroun située dans la commune de Njinikom et le département du Boyo.

## Population
Lors du recensement de 2005, on a dénombré 1 256 habitants.
Une étude locale de 2011 estimait la population à 2 218 personnes.